# Giuseppe Timoteo Giaccardo
Don Giuseppe Timoteo Giaccardo (Narzole, 13 giugno 1896 – Roma, 24 gennaio 1948) è stato un presbitero italiano.

## Biografia
Fu avviato al sacerdozio ed entrò nel seminario di Alba grazie alla spinta di don Giacomo Alberione, fondatore della Congregazione della Società San Paolo (detta anche Congregazione Paolina). Nel 1917 entrò a farne parte anche il Giaccardo (assumendo il nome di Timoteo), che due anni dopo veniva ordinato sacerdote. Fu uno dei più attivi promotori della terza congregazione paolina, quella delle Pie Discepole del Divin Maestro, che, dopo un difficile cammino, ebbe il riconoscimento ufficiale da parte di Pio XII il 12 gennaio 1948, pochi giorni prima del decesso del Giaccardo. 

## Culto
Fu beatificato il 22 ottobre 1989 e viene ricordato nel calendario liturgico il 24 gennaio.